# 巴巴·阿哈·伊丁那
巴巴·阿哈·伊丁那（约公元前812年在位）（英語：Baba-aha-iddina）巴比伦国王。前任国王马尔都克·巴拉苏·伊克比被亚述活捉，他继承王位，不足一年亦为亚述人所俘获。